# ويليام فورستر
ويليام فورستر (بالإنجليزية: William Forster)‏ (1 مارس 1884 في المملكة المتحدة - 7 فبراير 1930 بملبورن في أستراليا) هو لاعب كريكت أسترالي. لعب مع فريق تسمانيا للكريكت.

## وصلات خارجية
- ويليام فورستر على موقع إي آس بي آن كريك إنفو (الإنجليزية)